# Valérie Valère
Pour les articles homonymes, voir Samama.
Valérie Valère, pseudonyme de Valérie Samama, est une écrivaine française née le 1er novembre 1961 à Paris et morte le 17 décembre 1982 à Saint-Maur-sur-le-Loir (Eure-et-Loir).

## Biographie
Née en 1961 dans le 15e arrondissement de Paris, elle vient d'une famille juive tunisienne
À l'âge de 13 ans, à la suite d'un choc familial, elle est internée en hôpital psychiatrique pour anorexie mentale. Deux ans plus tard, elle en fait un livre, Le Pavillon des enfants fous qui est publié en 1978 par les Éditions Stock. Elle avoue dans l'émission Apostrophes de Bernard Pivot du 27 avril 1979 qu'elle a reçu dix lettres de refus d'éditeurs avant que Stock accepte de publier son manuscrit. Elle y critique le milieu hospitalier psychiatrique dans lequel elle a passé quatre mois, qu'elle décrit comme coercitif, humiliant et déshumanisant pour les patients.
En parallèle de ses études au lycée Racine à Paris, elle prend des cours de funambulisme à l'école d'Annie Fratellini. Comme pour l'écriture, elle voit le cirque comme un moyen de fuir la réalité. Après l'obtention de son baccalauréat, elle part étudier à la Sorbonne. 
Avec le cachet de son premier roman, elle loue un appartement où elle écrit Malika ou un Jour comme un autre publié en 1979 et Obsession blanche l'année suivante. Dans Malika, elle raconte une relation difficile entre un frère et une sœur que les adultes mènent à la mort écrit du point de vue du frère.
En 1977 et 1979, elle joue dans deux films, Pierrette de Guy Jorré puis Équilibres de Marion Hänsel.
À la fin des années 1970, et au début des années 1980, elle apparaîtra comme l'une des plus jeunes écrivaines en France, publiant régulièrement, et elle était prise très au sérieux dans les milieux littéraires, abordant un univers sensible, et parfois difficile. Valérie Valére était aussi vue comme une "écorchée vive", car elle laissait entrevoir à travers son anorexie mentale, et sa psychologie, une vie fragile, qui pouvait basculer à tout moment.    
Valérie Valère se suicide à l'âge de 21 ans, le 17 décembre 1982. Elle était pourtant promise à une belle carrière littéraire, les trois livres publiés de son vivant avaient de grandes qualités littéraires, pour de nombreux professionnels du livre, dont des écrivains. Elle laissera quatre ouvrages posthumes, publiés entre 1987 et 1998, ce qui fait en tout sept publications entre 1978 et 1998. Elle fut incinérée et ses cendres furent dispersées dans la mer.
En 1987, Isabelle Clerc écrit la première biographie sur Valérie Valère, Un seul regard m'aurait suffi, publiée chez Perrin avec, en bonus, un texte inédit de l'auteure appelé Laisse pleurer la pluie sur tes yeux, confié par son éditeur historique Christian de Bartillat.

## Ouvrages
- Le Pavillon des enfants fous, Stock, 1978, 238 p. (ISBN 2-234-00891-3)réédité en 1983 par les éditions Stock ; en 1982 par Le Livre de Poche ; en 1983 par Hachette
- Malika ou un jour comme tous les autres, Paris, Stock, 1979, 319 p. (ISBN 2-234-01061-6).réédité en 1979 par France Loisirs ; en 1983 par La Librairie générale française
- Obsession blanche, Stock, 1981, 242 p.réédité en 1981 par France Loisirs ; en 1992 par La Librairie générale française
- Laisse pleurer la pluie sur tes yeux : roman, Paris, Plon, 1987, 223 p. (ISBN 2-259-01663-4)

- Vera, Magnificia Love et pages diverses, Paris, Bartillat, 1992, 315 p. (ISBN 2-253-14373-1)

- La station des désespérés ou Les couleurs de la mort, Étrépilly, Bartillat, 1992, 230 p. (ISBN 2-905563-74-5)
- Eléonore, Bartillat, 1998 (ISBN 2-84100-145-8)